# Луговской, Сергей Леонидович
Серге́й Леони́дович Луговско́й (19 марта 1962 года, п. Магдагачи Амурской области) — председатель Законодательной думы Хабаровского края (2016—2019), бывший секретарь Хабаровского регионального отделения «Единой России» (2014—2019), член Генерального Совета «ЕР» (2016—2017), член «Единой России» с 24 декабря 2003 года.

## Биография
Родился 19 марта 1962 года в п. Магдагачи Амурской области в семье рабочих.
В 1980 году — окончил Ленинградское ГПТУ по специальности «токарь», затем служил в рядах Советской Армии.
В 1982 году — поступил на дневное отделение факультета электрификации железных дорог Хабаровского института инженеров железнодорожного транспорта (ныне ДВГУПС) по специальности «инженер-электромеханик».
В 1987 году — работал в дистанции электроснабжения станции Магдагачи Сковородинского отделения Забайкальской железной дороги, прошёл путь от рядового электромеханика до заместителя начальника дистанции.
С 1992 по 1998 годы — работал в Советско-Гаванском торговом порту на различных должностях.
В 1998 году — с группой единомышленников создал экспортную компанию ООО «Тритон».

### Политическая карьера
В 2004 году — избран главой Советско-Гаванского района Хабаровского края.
В 2009 году — избран председателем Собрания депутатов Советско-Гаванского муниципального района.
В 2010 года — избран депутатом Законодательной думы по Советско-Гаванскому одномандатному округу № 8.
В 2014 году — переизбран депутатом Законодательной думы Хабаровского края шестого созыва; руководитель депутатской фракции «Единой России» до 6 декабря 2016 года.
В 2014 году — избран секретарём Хабаровского регионального отделения партии «Единая Россия», в 2016 году — переизбран. Является координатором партийного проекта «Модернизация образования».
С мая 2013 года (после отставки Сергея Хохлова), с июня 2015 года (после ареста Виктора Чудова) — исполнял обязанности председателя Законодательной думы Хабаровского края.
С 30 марта 2016 года по 2 октября 2019 года — председатель Законодательной думы Хабаровского края.
26 мая 2019 года — ушёл в отставку с поста секретаря регионального отделения партии «Единая Россия» и отказался от участия в праймериз по определению кандидатов в депутаты краевой Законодательной думы.
Участвовал в выборах 8 сентября 2019 года в депутаты краевой думы как самовыдвиженец, под лозунгом «Свой — Луговской». Занял второе место, набрав 14,2 %, при явке 36,5 %. В думу не прошёл.

## Достижения
За четыре года работы в Советско-Гаванском районе добился создания Портовой особой экономической зоны «Советская Гавань» (ОЭЗ ПТ «Советская гавань»), а также вхождения района в адресную программу Фонда содействия реформированию ЖКХ. Тем не менее в связи с непродуманностью вопросов реализации и полным бездействием её организаторов данная портовая зона была закрыта в 2016 году указом президента РФ В. В. Путина.

## Критика
Во время праймериз «ЕР» в мае 2016 года попал под критику действующего депутата Госдумы Бориса Резника, заявившего о «фальсификации предварительных выборов в Хабаровском крае».
Непоследовательная политика в отношении развития прибрежных территорий Хабаровского края, полное игнорирование мнения местного населения привели к митингам в ряде районов. Митинг против угольной перевалки в Советской Гавани собрал более 3000 человек, которые выразили недоверие к деятельности выбранного ими депутата.

## Семья
Отец — Леонид Петрович Луговской, мастер локомотивного депо, в последние годы жизни занимал должность председателя поселкового Совета посёлка Магдагачи. Мать — Елена Павловна, работала телефонисткой на железной дороге. В 14 лет Сергей Луговской остался без отца и жил с матерью.
В студенческие годы Сергей Луговской встретил свою будущую супругу Ирину. Дочь Екатерина.
В Магдагачи проживает брат Александр Геннадьевич Щербинов и племянник Андрей Александрович Щербинов, который также работает на Магдагачинской дистанции электроснабжения.